# Jan Sobiech (ekonomista)
Jan Sobiech (ur. 24 czerwca 1946 w Skrwilnie, zm. 16 września 2017 w Poznaniu) – polski ekonomista.

## Życiorys
Był absolwentem Technikum Ekonomicznego w Warszawie i Akademii Ekonomicznej w Poznaniu.
W 1975 obronił rozprawę doktorską przygotowaną pod kierunkiem prof. Janusza Wierzbickiego. W 1991 r. uzyskał stopień doktora habilitowanego na podstawie pracy pt. „Warunki wyboru ekonomiczno-finansowych mechanizmów kierowania opieką zdrowotną”.
Od 1995 kierownik Katedry Finansów Przedsiębiorstw UE w Poznaniu, w latach 1993–1999 dziekan Wydziału Zarządzania AE w Poznaniu, w latach 1999–2002 prorektor ds. nauki i doskonalenia kadr Akademii Ekonomicznej w Poznaniu. 
Członek Komitetu Nauk o Finansach Polskiej Akademii Nauk i Prezydium Zarządu Poznańskiego Towarzystwa Przyjaciół Nauk w Poznaniu, w latach 1992–1993 doradca w Urzędzie Rady Ministrów, wieloletni członek Rady NFZ i przewodniczący Zespołu Problemowego Rady do spraw badania sprawozdania finansowego Narodowego Funduszu Zdrowia.
Odznaczony między innymi Brązowym i Złotym Krzyżem Zasługi, Złotym Medalem „Za zasługi dla obronności kraju” i Medalem im. Karola Marcinkowskiego (nadawanym przez Uniwersytet Medyczny w Poznaniu) oraz tytułem Lidera Pracy Organicznej i statuetką Honorowego Hipolita (nadawane przez Towarzystwo im. Hipolita Cegielskiego).
Był także pracownikiem naukowym Politechniki Koszalińskiej, Wyższej Szkoły Oficerskiej Wojsk Lądowych im. Tadeusza Kościuszki we Wrocławiu, Katolickiego Uniwersytetu Lubelskiego i Wyższej Szkoły Zarządzania i Bankowości w Poznaniu.
Niezależnie od pracy naukowej i dydaktycznej zajmował się organizacją badań naukowych. W latach 1976–1980 był sekretarzem naukowym kierowanego przez prof. Janusza Wierzbickiego problemu międzyresortowego MR III 16. Na początku lat dziewięćdziesiątych uczestniczył w przebudowie sektora finansów publicznych w Polsce, przygotował wspólnie z prof. Jerzym Małeckim autorski projekt ustawy o finansach komunalnych dla Senatu RP w 1991 oraz pierwszy w Polsce projekt ustawy o ubezpieczeniu zdrowotnym projekt ekspertów Komitetu Społecznego Rady Ministrów w 1992. 
Na zlecenie Krajowego Sejmiku Samorządu Terytorialnego oraz Krajowego Instytutu Badań Samorządowych w Poznaniu członek w latach 1990–1991 międzyuczelnianego zespołu badawczego finansów i budżetów gmin, mającego na celu przeprowadzenie empirycznych badań funkcjonowania finansów gmin i wypracowanie optymalnego modelu ustawy o finansach komunalnych. Efektem tej działalności były dwie interdyscyplinarne monografie pt. „Z badań nad finansami gmin” (1991) i „Finanse komunalne – autorski projekt ustawy” (1992). Zawarte w powyższych pracach koncepcje przebudowy finansów gminnych były podstawą 2 sesji naukowych zorganizowanych w 1992 przez Wydział Prawa i Administracji Uniwersytetu Szczecińskiego oraz środowisk samorządowych z całej Polski zorganizowanej w Katowicach. 
Był autorem około 130 publikacji naukowych, recenzent 25 przewodów habilitacyjnych, wypromował 14 doktorów, a 6 uzyskało stopień doktora habilitowanego.
Zmarł 16 września 2017 w Poznaniu. Został pochowany na Cmentarzu Junikowo w Poznaniu.